# بنك الخليج الدولي
بنك الخليج الدولي (مجموعة بنك الخليج الدولي)، (بالإنجليزية: GIB Group)، بنك تجاري خليجي تأسس في مملكة البحرين في عام 1975، وهو مملوك لحكومات دول مجلس التعاون الخليجي الست، وتعود غالبية أسهمه إلى صندوق الاستثمارات العامة في المملكة العربية السعودية، ويقع مقره الرئيسي في العاصمة البحرينية المنامة.

## التاريخ
تأسس بنك الخليج الدولي في مملكة البحرين في عام 1975، وبدأ عملياته في عام 1976.
افتتح البنك أول مكتب تمثيل له في لندن في عام 1978، وفي عام 1980، افتتح البنك مكتباً له في نيويورك ليكون أول بنك عربي يفتتح فرعاً له في الولايات المتحدة الأمريكية.
في عام 1990، افتتح البنك مكتب تمثيل له في أبو ظبي وآخر في بيروت في عام 1994.
في عام 1999، استحوذ بنك الخليج الدولي على البنك السعودي الدولي الذي يتخذ من لندن مقراً له، والذي تم تغيير اسمه لاحقاً إلى بنك الخليج الدولي المملكة المتحدة المحدود.
في عام 2000، افتتح بنك الخليج الدولي فرعاً له في الرياض، وفي وقت لاحق، افتتح البنك فرعاً ثانياً في جدة في المنطقة الغربية من السعودية في عام 2005.
في عام 2008 قام البنك بتأسيس شركة تابعة له في السعودية هي شركة جي آي بي كابيتال.
مر البنك بوقت صعب خلال فترة الركود من عام 2008 إلى 2009 وقد تدخل المساهمون في ذلك الوقت ومنهم حكومة المملكة العربية السعودية التي ضخت مليار دولار أمريكي إضافي لرأس المال لمنع إفلاس البنك.
في عام 2014 افتتح البنك فرعه الثالث في السعودية في مدينة الظهران.
في عام 2015 أصبح مكتب التمثيل في أبو ظبي فرعاً تجارياً كاملاً.
وفي عام 2017 حصل البنك على رخصة مصرفية تجارية محلية في المملكة العربية السعودية، وفي أبريل 2019 تحويل فروعه الحالية في المملكة العربية السعودية إلى بنك محلي أطلق عليه اسم بنك الخليج الدولي السعودية، وهو مملوك بالتساوي بين صندوق الاستثمارات العامة السعودي وبنك الخليج الدولي، برأسمال مدفوع قدره 7.5 مليار ريال سعودي.

## الإدارة
- الدكتور عبد الله بن حسن العبد القادر-رئيس مجلس الإدارة.
- عبد العزيز بن عبد الرحمن الحليسي-الرئيس التنفيذي للمجموعة وعضو مجلس الإدارة.
- جمال الكشي-الرئيس التنفيذي لبنك الخليج الدولي، ونائب الرئيس التنفيذي للمجموعة.